# 道の駅いいで

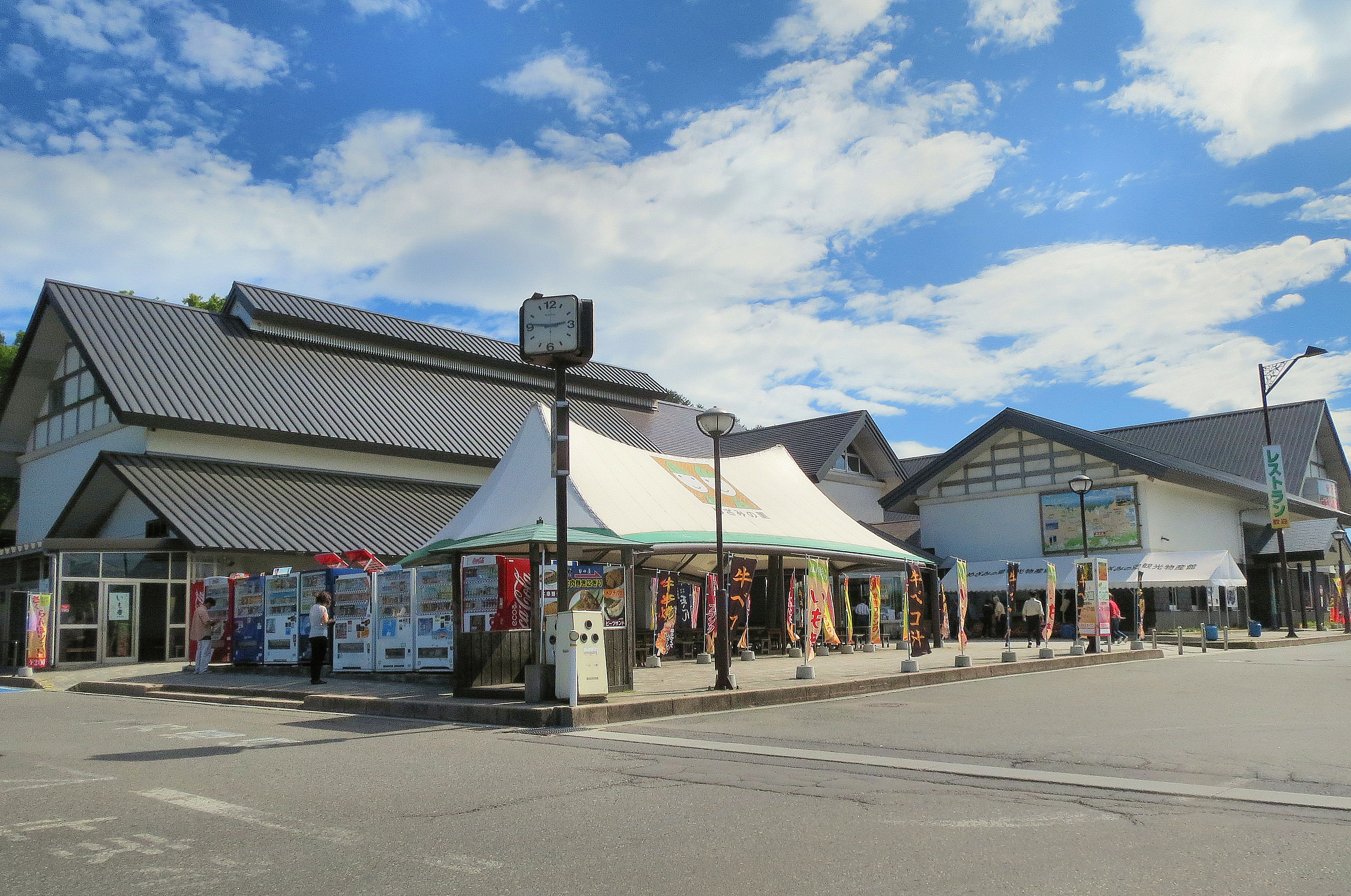
施設内部

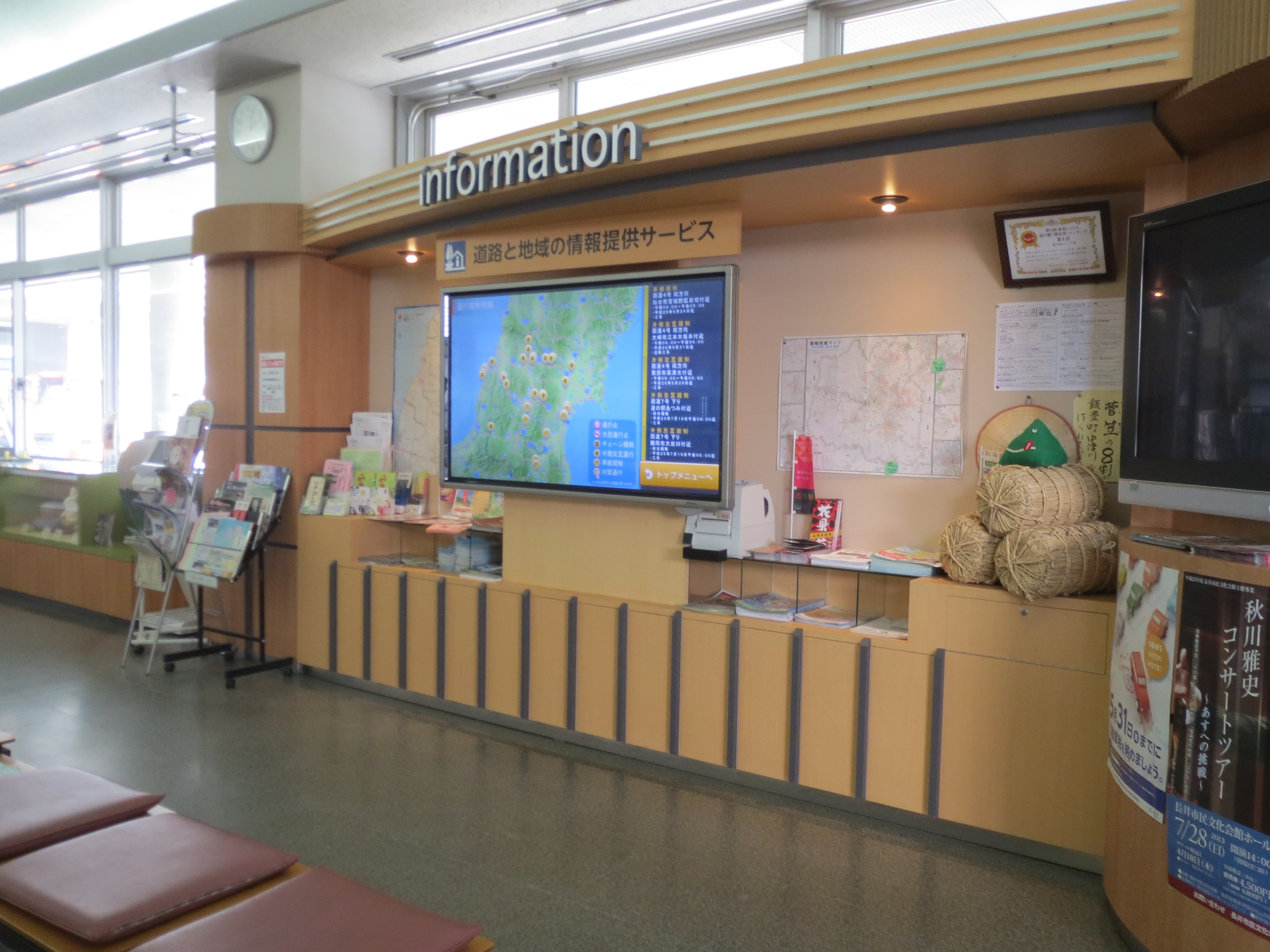
道路や天候状況が確認できる
タッチパネル式大型ディスプレイ

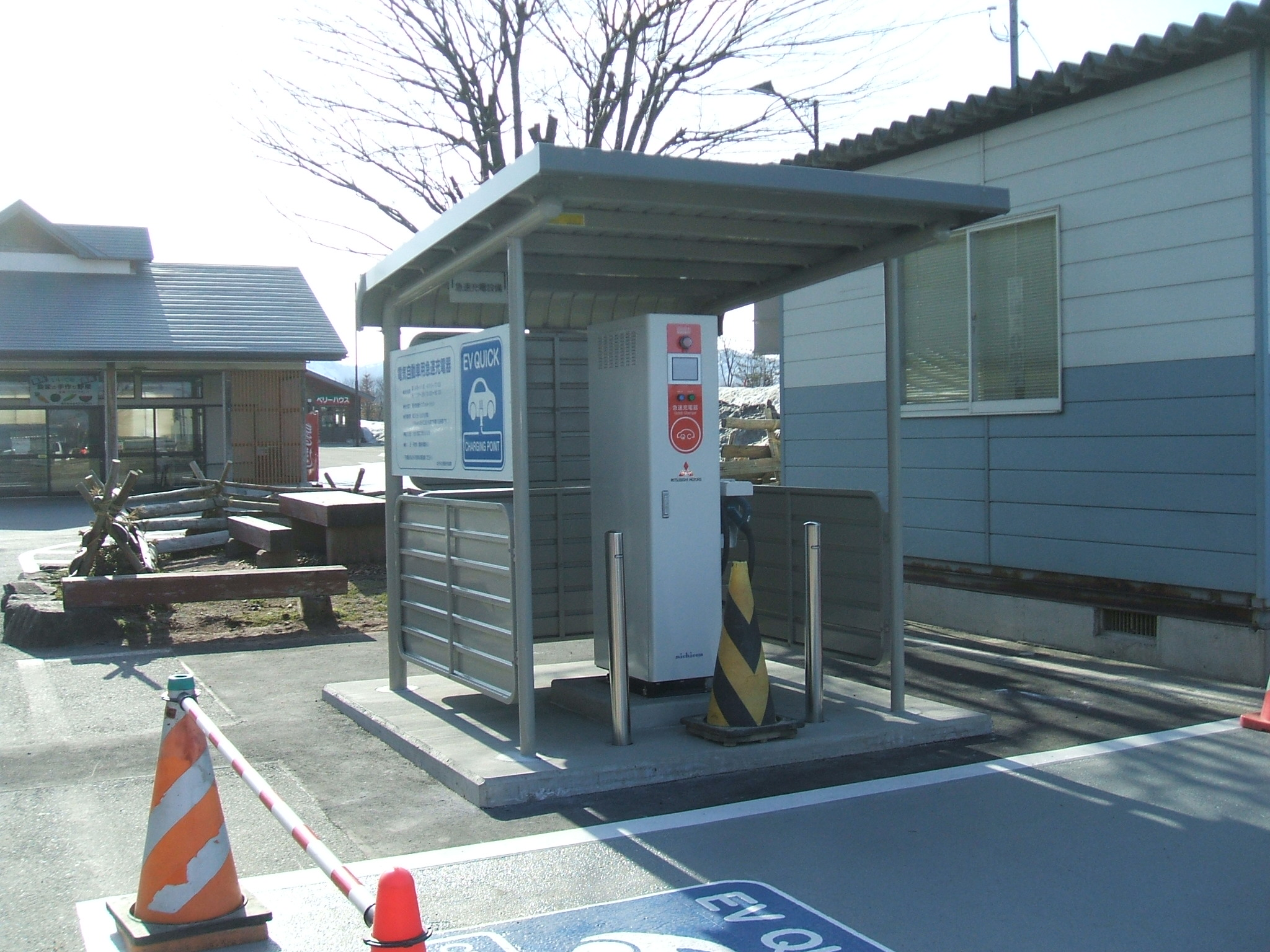
電気自動車用急速充電器

道の駅いいで（みちのえき いいで）は、山形県西置賜郡飯豊町大字松原にある国道113号の道の駅である。愛称はめざみの里観光物産館（めざみのさとかんこうぶっさんかん）。

## 施設
2011年（平成23年）の東日本大震災の発災時および福島第一原子力発電所事故では後方支援拠点となった。これを契機に防災拠点として整備を進め、2021年（令和3年）に山形県内では唯一「防災道の駅」として選定された。
- 駐車場
  - 普通車：219台[4]
  - 大型車：15台[4]
  - 身障者用：6台
- トイレ
  - 男：大 7器（3器）、小 18器（10器）
  - 女：16器（10器）
  - 身障者用：2器（2器）

※（）内は、24時間利用可能
- めざみの里観光物産館
  - おみやげコーナー
  - 青果コーナー（農産物直売所）
  - ファーストフードコーナー
  - 民芸品コーナー
  - レストランコーナー
- 道路情報館

### 管理団体
- 設置者：飯豊町
- 指定管理者：飯豊めざみの里株式会社

## 営業時間・休館日
営業時間
- 道路情報館：24時間
- おみやげ・青果・ファストフードコーナー
  - 4月 - 10月：9:00 - 18:00、11月：9:00 - 17:00、12月 - 3月：10:00 - 17:00
- レストランコーナー
  - 4月 - 10月：11:00 - 18:00、11月 - 3月：10:00 - 17:00

休館日
- 年末年始（12月31日・1月1日、道路情報館は年中無休）
  - 上記のほかに冬季には休館日が設定される（公式サイトを参照）。

## アクセス
- 国道113号 - 登録路線

自動車
- 東北中央自動車道南陽高畠ICより20分[4]。
- 東北中央自動車道米沢中央ICより30分[4]。

高速バス
- 山形 - 新潟線「Zao号」（山交バス・新潟交通）の「飯豊めざみの里」バス停が設置されている（乗車は予約制）[7][8]。